# Cuve
Cuve é uma comuna francesa na região administrativa de Borgonha-Franco-Condado, no departamento de Alto Sona. Estende-se por uma área de 8,1 km². Em 2010 a comuna tinha 146 habitantes (densidade: 18 hab./km²).